# Pokororo (rivière)
La rivière Pokororo  (en anglais : Pokororo River) est un cours d’eau  de la région de  Tasman dans l’Île du Sud de la Nouvelle-Zélande.

## Géographie
Elle s’écoule vers le sud-est à partir de la chaîne de  Arthur Range pour atteindre la rivière Motueka à 15 kilomètres au sud-ouest de la ville de Motueka.